# Willem van Baden-Baden
Willem van Baden (Baden-Baden, 30 juli 1593 - aldaar, 22 mei 1677) was de oudste zoon van markgraaf Eduard Fortunatus van Baden-Baden en Maria van Eicken. Willem werd door zijn voogd Albrecht, opgevoed aan de hoven van Keulen en Brussel en was drager van de Orde van het Gulden Vlies. Baden-Baden was sinds 1594 bezet geweest door Ernst Frederik van Baden-Durlach en zijn zoon George Frederik van Baden-Durlach en pas na de overwinning van Tilly en de keizerlijke troepen in 1621, kon Willem bezit nemen van zijn gebieden, markgraafschap Baden-Baden. Tijdens zijn bewind bereikten de Heksenvervolgingen hun hoogtepunt.
Willem was gehuwd met:
- Catharina Ursula van Hohenzollern-Hechningen (-1640), dochter van Johan Georges van Hohenzollern-Hechingen, in 1624 en werd vader van:
  - Ferdinand Maximiliaan van Baden-Baden (1625-1669)
  - Leopold (1626-1671), keizerlijk veldmaarschalk
  - Filips (1627-1647)
  - Willem (1628-1652), kanunnik in Keulen
  - Herman (1628-1691)
  - Bernhard (1629-1649)
  - Isabella (1630-1632)
  - Catharina (1631-1691), non
  - Claudia (1633-)
  - Henriette (1634-)
  - Anna (1634-1708)
  - Maria (1636-1636)
  - Frans (1637-1637)
  - Maria Juliana (1638-1638)

- Maria Magdalena van Oettingen (1619-1688), dochter van graaf Ernst van Oettingen-Katzenstein, in 1650, bij haar had hij vijf kinderen;
  - Filips (1652-1655)
  - Maria Anna (1655-1701), in 1680 gehuwd met vorst Ferdinand August von Lobkowicz
  - Karel (1657-1678)
  - Eva
  - Maria